# Portoryko na Mistrzostwach Świata w Lekkoatletyce 2019
Portoryko na Mistrzostwach Świata w Lekkoatletyce 2019 – reprezentacja Portoryko podczas mistrzostw świata w Doha liczyła czterech zawodników.

## Skład reprezentacji

### Mężczyźni
| Zawodnik       | Konkurencja   | Eliminacje | Eliminacje | Półfinał | Półfinał | Finał   | Finał   | Źródło            |
| Zawodnik       | Konkurencja   | Wynik      | Pozycja    | Wynik    | Pozycja  | Wynik   | Pozycja | Źródło            |
| -------------- | ------------- | ---------- | ---------- | -------- | -------- | ------- | ------- | ----------------- |
| Andrés Arroyo  | bieg na 800 m | 1:46,75    | 29.        | NQ       | NQ       | NQ      | NQ      | [ 1 ] [ 2 ] [ 3 ] |
| Ryan Sánchez   | bieg na 800 m | 1:54,46    | 42.        | NQ       | NQ       | NQ      | NQ      | [ 1 ] [ 2 ] [ 3 ] |
| Wesley Vázquez | bieg na 800 m | 1:45,47    | 3. Q       | 1:43,96  | 1. Q     | 1:44,48 | 5.      | [ 1 ] [ 2 ] [ 3 ] |

| Zawodnik    | Konkurencja | Eliminacje | Eliminacje | Finał  | Finał   | Źródło      |
| Zawodnik    | Konkurencja | Wynik      | Pozycja    | Wynik  | Pozycja | Źródło      |
| ----------- | ----------- | ---------- | ---------- | ------ | ------- | ----------- |
| Joel Castro | skok wzwyż  | 2,26 m     | 11. q      | 2,19 m | 12.     | [ 4 ] [ 5 ] |